# Juan José de Austria

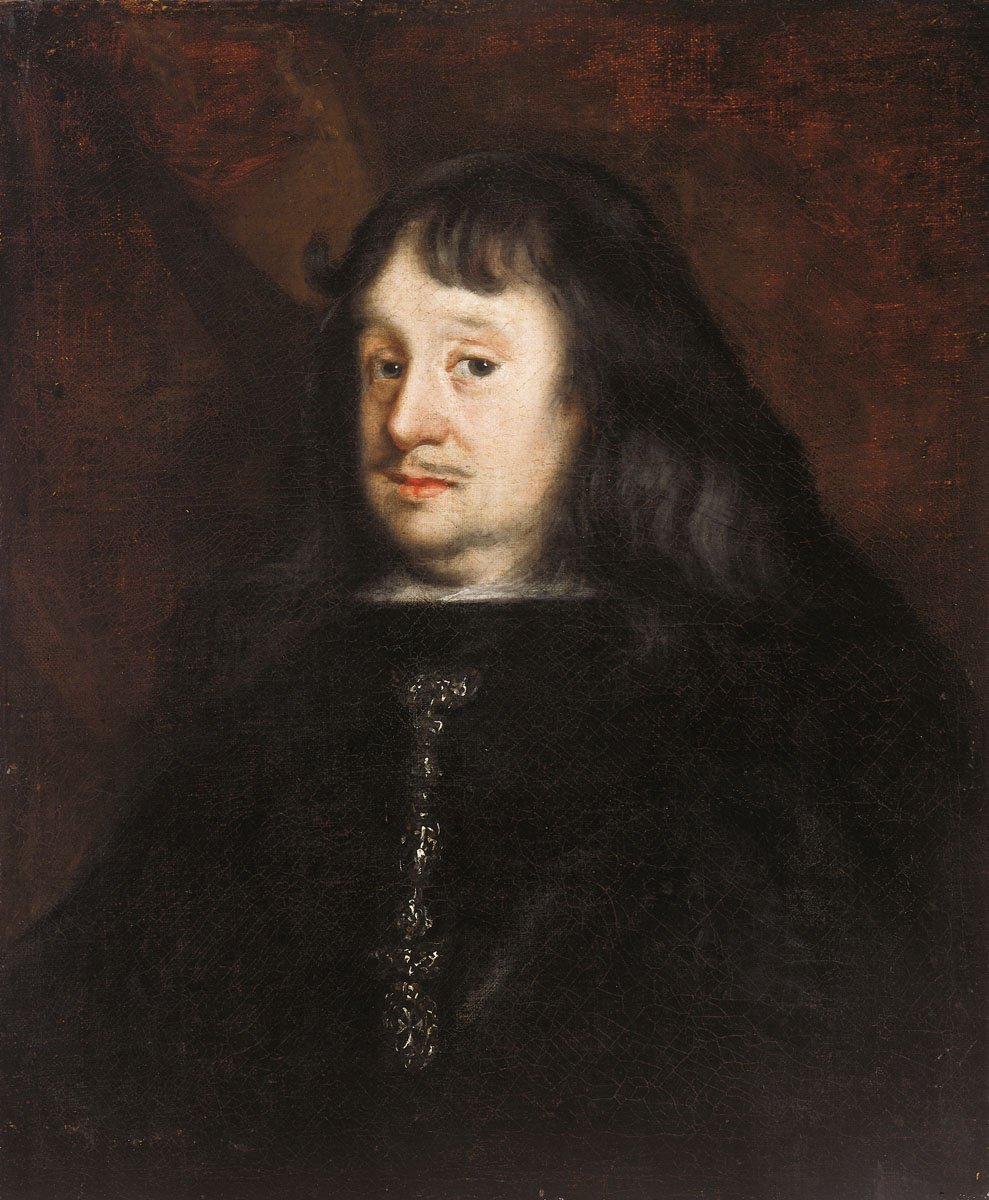
Juan José de Austria.

Prinz Juan José de Austria, deutsch Johann Joseph von Habsburg (* 7. April 1629 in Madrid; † 17. September 1679 ebenda), war ein spanischer Heerführer und Staatsmann.

## Lebenslauf

Bastardwappen Juan Josés de Austria

Er war der berühmteste uneheliche Sohn Philipps IV. von Spanien. Seine Mutter war die Schauspielerin Maria Calderón.
Er wurde 1656 Statthalter der spanischen Niederlande, als spanischer Oberbefehlshaber im Restaurationskrieg gegen Portugal am 3. Juni 1663 bei Estremoz geschlagen, danach Vizekönig von Aragonien, später erster Minister Karls II.
Er kümmerte sich um seinen Halbbruder, den 1661 geborenen Infanten Karl von Spanien, und brachte ihm Lesen, Schreiben und manches andere bei.
Doch Juan José de Austria beging zuvor einen folgenschweren Fehler, er wollte sich mit seiner Halbschwester Margarita Teresa (1651–1673) – der späteren Frau von Kaiser Leopold I. – verloben. Philipp IV. war dagegen und schloss seinen Sohn von einer Beteiligung an der Regentschaft aus. 
Als Vizekönig von Aragonien stellte er sich mehrmals gegen die Günstlinge der Königinmutter Maria Anna von Österreich und führte von 1676 bis zu seinem Tod 1679 die Regierungsgeschäfte; durch den Kampf gegen Korruption, die Errichtung der Junta de Comercio und die Stabilisierung des Geldwertes erreichte er erste Verbesserungen der politischen und wirtschaftlichen Lage Spaniens. Er arrangierte die erste Ehe Karls II. mit Marie Luise von Orléans, um den Einfluss der Königinmutter auf die Regierungsgeschäfte zu senken.
Er starb wie sein Vater an einem 17. September und ruht wie dieser in Kapelle 5 des Pantheons der Infanten im Escorial.